# Pere Alberch i Vié
Pere Alberch Vié (Badalona, 2 de novembre de 1954 - Madrid, 13 de març de 1998) va ser un biòleg teòric del desenvolupament i embriòleg experimental. La seva carrera científica s’orientà principalment a problemes de morfogènesi durant l’evolució (filogènia) i el desenvolupament (ontogènia), especialment en la fase embrionària. Va ser professor a la Universitat Harvard del 1980 al 1989, i director del Museo Nacional de Ciencias Naturales de Madrid (1989-1998).

## Biografia acadèmica
Va nàixer el 2 de novembre de 1954 a Badalona. El 1976 es graduà en Biologia i Ciències Ambientals a la Universitat de Kansas. Quatre anys després (1980) va obtenir el doctorat en Zoologia a la Universitat de Califòrnia a Berkeley amb la codirecció de George Oster i David B. Wake. Entre 1980 i 1989 va compaginar la seva activitat docent com a professor de biologia a la Universitat Harvard i la seva tasca com a conservador d'herpetologia al Museu de Zoologia Comparada. Va ser membre de l'equip editorial de revistes com Trends in Ecology and Evolution (des de 1993), Biodiversity Letters (des de 1992), Journal of Theoretical Biology (des de 1985) i Journal of Evolutionary Biology (1986-1991). El 1989 va tornar a Espanya com a professor d'investigació del CSIC exercint el càrrec de director al Museo Nacional de Ciencias Naturales de Madrid. L'any 1998 l'Institut Cavanilles de Biodiversitat i Biologia Evolutiva, un nou centre de recerca situat a València, s'interessava a incorporar Alberch a la seva plantilla. El 13 de març de 1998 la mort el sorprenia als 43 anys.

## Pere Alberch i la biologia evolutiva del desenvolupament
Hereu d’una tradició intel·lectual provinent de la morfologia idealista del sigle XIX, Pere Alberch reconeix en Stephen Jay Gould i Conrad Hal Waddington als seus mestres més immediats. Tots dos van rescatar la concepció del canvi filogenètic com un “desenvolupament” amb lleis anàlogues a l'ontogenètic: a The Strategy of the Genes (1957), Waddington encunyava el terme “creode” per estipular l'existència hipotètica de vies canalitzades marcades pel desenvolupament embrionari; a Ontogeny and Phylogeny (1977), S.J. Gould oferia una definició i una tipologia qualitativa de l'heterocronia a través de l'anomenat model dels rellotges.
El 1979, Alberch et al. plantegen una descripció quantitativa de l'heterocronia fundada en el concepte de llei del creixement per a la mida i la forma. Aquesta llei s'expressa mitjançant una equació diferencial y = f(y/ α, β, κ, Ѕ0) on, per a una estructura donada, α és el moment en què comença el creixement, β el moment en què acaba tant el creixement com la seva diferenciació, la taxa de creixement i la mida inicial a l'edat α. La integració de l'equació diferencial expressa la trajectòria ontogenètica de l'estructura per a aquestes variables.
D'aquesta manera, s'aconseguia una explicació quantitativa dels dos conceptes defensats a l'obra de Waddington i Gould: 
1. Els creodes de Waddington trobaven una traducció matemàtica a les trajectòries ontogenètiques expressades per l'equació de la llei del creixement;
2. L'heterocronia no només es convertia en un mecanisme evolutiu mesurable, sinó que tots els tipus postulats per Gould podien explicar-se en funció de canvis a les variables α, β o κ.

Aquest primer treball, escrit als seus vint-i-cinc anys, va ser una fita històrica en la constitució de la biologia evolutiva del desenvolupament (evo-devo) com a subdisciplina biològica autònoma. L'interès que van despertar els conceptes continguts en ell es va posar de manifest a la llum de la quantitat de treballs paleobiològics que es van presentar al Col·loque International Ontogénèse et Evolution, celebrat a Dijon el 1986.
L'estudi comparat dels vertebrats, especialment d'amfibis i rèptils actuals, va proporcionar a Pere Alberch la base empírica per endinsar-se en la construcció del marc conceptual de la naixent biologia evolutiva del desenvolupament. Així, la investigació desenvolupada per Alberch a la dècada dels vuitanta avança en les dues implicacions més radicals del paper del desenvolupament com a element regulador de l'evolució morfològica: el caràcter intern i el ritme discontinu del canvi.

## El caràcter intern del canvi: les constriccions del desenvolupament
Enfront de la posició ambientalista del neodarwinisme, que considera la selecció natural com a únic motor de l'evolució (reduint la causalitat interna a l'increment i el canvi aleatori dels gens), Pere Alberch encunya el concepte de constriccions del desenvolupament (developmental constraints), tan estès avui entre els biòlegs de l'evo-devo. Seguint la tradició de Waddington, Alberch sosté que el genoma no es pot entendre com un conjunt d'entitats discretes que es tradueixen directament en trets fenotípics. Al contrari, el desenvolupament té un paper radical en l'expressió dels gens i, per tant, cal concebre necessàriament com un factor limitant de la variació accessible a la selecció natural. Des d'aquesta perspectiva, l'atzar perd l'absolutisme que li havia estat atorgat: no tot és possible i, en la mesura del possible, no totes les transicions són igualment probables.
En aquest context cal situar els treballs de Pere Alberch sobre la lògica dels monstres. Ja Geoffroy Saint-Hilaire havia constatat que els aspectes teratològics exhibeixen una variabilitat tan restringida com els normals, cosa que permet classificar-los en tipus discrets. Tanmateix, si la restricció de la variació dins de la normalitat s'ha explicat per l'acció de la selecció natural, com s'explica —es pregunta Alberch— que les monstruositats, sempre eliminades a posteriori per la selecció, obeeixin a cànons de variació semblants? La resposta rau, precisament, en les limitacions imposades pel desenvolupament.

## El tempo discontinu del canvi: la no linealitat dels sistemes evolutius
Davant la immensa plasticitat fenotípica que el neodarwinisme atribueix als organismes (resposta fenotípica contínua a la variació genètica contínua), Pere Alberch recupera la concepció de Waddington dels fenotips com a estats estacionaris molt resistents a la mutació i a l'ambient. A escala ontogenètica, Alberch explica la possibilitat dels canvis discontinus a l'embriogènesi en virtut del caràcter no lineal dels sistemes evolutius. La no-linealitat dels sistemes complexos explica que quan es modifiquen de manera contínua els paràmetres del sistema, es produeixin canvis de dinàmica discontinus. Així, i sense necessitat de la tautològica recurrència a la imperfecció del registre fòssil, el caràcter catastròfic del desenvolupament embrionari explica les discontinuïtats observades en paleontologia. D'aquesta manera, l'estabilitat i el canvi discontinu a escala ontogenètica es corresponen, a escala filogenètica, amb la teoria de l'equilibri puntuat d'Eldredge i Gould: el canvi evolutiu ja no es pot concebre com a gradual i permanent, sinó com una ruptura catastròfica (a escala geològica) de llargs episodis d'estasi.
Pere Alberch és un dels pioners de la introducció de les eines conceptuals de la teoria del caos i de les ciències de la complexitat en Biologia. A la seva mort, treballava en l'elaboració d'un llibre titulat “Introduction to Chaos Theory and Complexity amb Special Emphasis to Biological Sciences”.

## Obra
Selecció dels articles més citats
- Alberch, P.; Gould, S. J.; Oster, G. F.; Wake, D. B. «Size and shape in ontogeny and phylogeny». Paleobiology, 5, 3, 1979, pàg. 296–317. DOI: 10.1017/s0094837300006588.
- Alberch, P.; Alberch, J. «Heterochronic mechanisms of morphological diversification and evolutionary change in the neotropical salamander, Bolitoglossa occidentalis (Amphibia; Plethodontidae)». Journal of Morphology, 167, 2, 1981, pàg. 249–264. DOI: 10.1002/jmor.1051670208. PMID: 30119585.
- Odell, G.; Oster, G. F.; Alberch, P.; Burnside, B. «The mechanical basis of morphogenesis. I. A mechanical model of epithelial tissue folding and certain gastrulation patterns». Developmental Biology, 85, 2, 1981, pàg. 446–462. DOI: 10.1016/0012-1606(81)90276-1. PMID: 7196351.
- Oster, G. F.; Alberch, P. «Evolution and bifurcation of developmental programs». Evolution, 36, 3, 1982, pàg. 444–459. DOI: 10.1111/j.1558-5646.1982.tb05066.x. PMID: 28568040.
- Alberch, P.; Gale, E. «A developmental analysis of an evolutionary trend: Digital reductions in amphibians». Evolution, 39, 1, 1985, pàg. 8–23. DOI: 10.2307/2408513. JSTOR: 2408513. PMID: 28563634.
- Alberch, P «Problems with the interpretation of developmental sequences». Systematic Zoology, 34, 1, 1985, pàg. 46–58. DOI: 10.2307/2413344. JSTOR: 2413344.
- Maynard Smith, J.; Burian, R.; Kauffman, S.; Alberch, P.; Campbell, J.; Goodwin, B.; Lande, R.; Raup, D.; Wolpert, L. «Developmental Constraints and Evolution: A Perspective from the Mountain Lake Conference on Development and Evolution». The Quarterly Review of Biology, 60, 3, 1985, pàg. 265–287. DOI: 10.1086/414425.
- Shubin, N.H.; Alberch, P. «A Morphogenetic Approach To The Origin And Basic Organization Of The Tetrapod Limb.». Journal of Evolutionary Biology, 20, 1986, pàg. 319–387. DOI: 10.1007/978-1-4615-6983-1_6.
- Oster, G. F.; Shubin, N.; Murray, J. D; Alberch, P. «Evolution and morphogenetic rules. The shape of the vertebrate limb in ontogeny and phylogeny». Evolution, 42, 5, 1988, pàg. 862–884. DOI: 10.2307/2408905. JSTOR: 2408905. PMID: 28581162.